# 브롱크스 공원

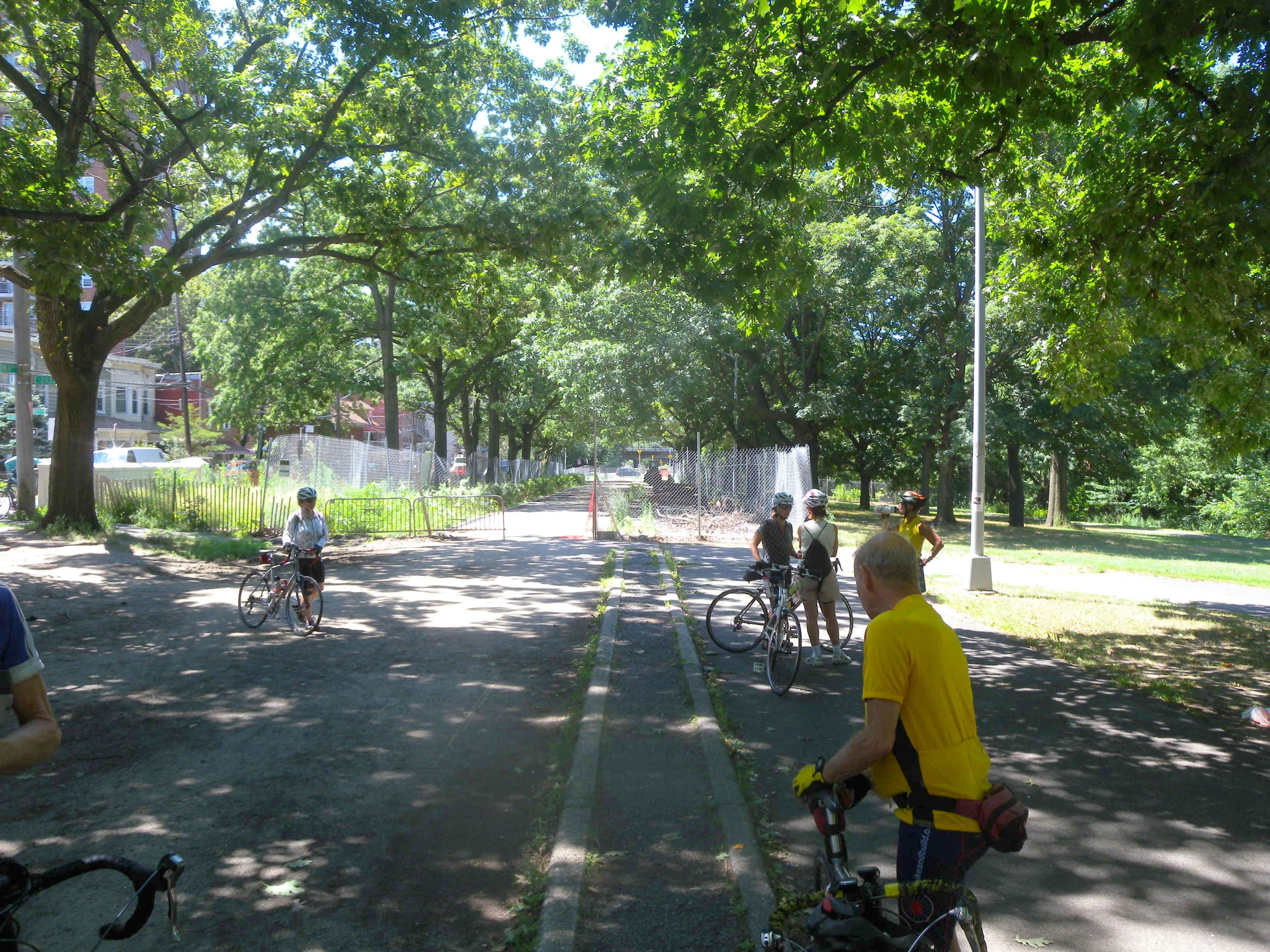
브롱스 공원

브롱스 공원(Bronx Park)은 미국 뉴욕 브롱스에 위치한 공원이다. 뉴욕 식물원과 브롱스 동물원이 위치하고 있다.